# Borsu
Borsu is een dorpje in de Belgische provincie Luik. Samen met Bois vormt het Bois-et-Borsu, een deelgemeente van Clavier. Borsu ligt anderhalve kilometer ten zuidwesten van Bois. Ten zuidwesten van Borsu liggen de gehuchtjes Odet en Fontenoy.

## Geschiedenis
In 1808 werd Borsu samengevoegd met Bois tot de gemeente Bois-et-Borsu. De gemeente werd in 1977 een deelgemeente van Clavier.

## Bezienswaardigheden
- de Église Saint-Martin

Deelgemeenten: Bois-et-Borsu · Clavier · Les Avins · Ocquier · Pailhe · Terwagne

Overige dorpen en gehuchten: Amas · Atrin · Bois · Borsu · Clavier-Station · Ochain · Odet · Pair · Petit Avin · Saint-Fontaine · Vervoz 

Belgische gemeenten · arrondissement Hoei · provincie Luik · Wallonië